# Holopticander papuanus
Holopticander papuanus är en tvåvingeart som beskrevs av Willi Hennig 1968. Holopticander papuanus ingår i släktet Holopticander och familjen lövflugor. Inga underarter finns listade i Catalogue of Life.